# Felipe Fernández García
Felipe Fernández García (San Pedro de Trones, Leão, 30 de agosto de 1935 - San Cristóbal de La Laguna, Tenerife, 6 de abril de 2012) foi um bispo espanhol. Ele estava entre 1991 e 2005, bispo da diocese de San Cristóbal de La Laguna, também chamada de diocese de Tenerife. Ele era o décimo primeiro bispo de Tenerife.
Foi ordenado sacerdote em Plasencia em 28 de julho de 1957. Recebeu a consagração episcopal em 28 de novembro de 1976 na Catedral de Ávila, tomando posse da diocese para a qual ele havia sido designado por Paulo VI. Em 12 de junho de 1991, o papa João Paulo II o nomeou bispo de Tenerife. Em 24 de julho de 1991, ele tomou posse para poder, entrando em sua diocese em 11 de agosto de 1991. Entre suas importantes e inúmeras atividades pastorais ao longo dos anos de pontificado, o chamado e a realização do Primeiro Sindicato da Diocese de Nivariense. Sem dúvida, por esse motivo, seu nome estará unido para sempre na história da diocese. 
Também instituiu em 2001, as transferências septenárias (a cada sete anos) da imagem da Virgem da Candelaria (padroeira das Ilhas Canárias) para as cidades de Santa Cruz de Tenerife (capital da ilha de Tenerife) e San Cristóbal de La Laguna (capital da diocese), começando com a transferência da Virgem para Santa Cruz em 2002 e continuando com a transferência para La Laguna em 2009 e assim sucessivamente a cada sete anos entre as duas cidades.
Durante seu pontificado em Tenerife, em 30 de julho de 2002, ocorreu a canonização na Guatemala de Pedro de Betancur, que se tornou o primeiro canário a ser canonizado pela Igreja Católica. Felipe Fernández assistiu a esta canonização junto com uma grande representação canariana. A cerimônia foi presidida pelo papa João Paulo II.
Em 29 de junho de 2005, ele foi nomeado administrador apostólico da diocese para ser aceito pela demissão de sua saúde, que apresentou em setembro de 2004, já que sofreu de doença de Parkinson, cessando em 4 de setembro de 2005 ao tomar posse o novo bispo, que passa a ser emérito bispo da diocese de Tenerife. Em seu pontificado, ele ordenou 68 sacerdotes diocesanos, 5 religiosos e 2 diacones permanentes.
Ele morreu em 6 de abril de 2012 aos 76 anos de idade como resultado de problemas respiratórios graves. Depois de ser guardado seu corpo no Palácio Episcopal e na Igreja da Concepção de San Cristóbal de La Laguna, ele foi enterrado na igreja em 10 de abril de 2012.